# Phaio geminiguttata
Phaio geminiguttata là một loài bướm đêm thuộc phân họ Arctiinae, họ Erebidae.